# Jugoslávie na Zimních olympijských hrách 1984
Jugoslávii na Zimních olympijských hrách 1984 reprezentovalo 72 sportovců (59 mužů a 13 žen) v 10 sportech.

## Medailisté
| Medaile | Jméno       | Sport           | Disciplína   |
| ------- | ----------- | --------------- | ------------ |
| Stříbro | Jure Franko | Alpské lyžování | Muži super-G |